# Swissmediacast
Die Swissmediacast AG, Eigenschreibweise SwissMediaCast AG, mit Sitz in Zürich ist der grösste DAB+-Operator (Digital Audio Broadcasting) in der Schweiz. Der SwissMediaCast kommt eine Schlüsselrolle bei der Einführung der DAB+-Technologie in der Schweiz zu. Die SwissMediaCast AG gehört mehreren Schweizern Privatradios sowie der SRG und Swisscom.
Mit 6  DAB+-Netzen deckt die SwissMediaCast einen Grossteil der Schweizer Radiolandschaft ab.

## Historie
Das erste Netz der SwissMediaCast ging im Oktober 2009 in Betrieb.

## Programme
Folgende 45 Programme (40 Privatradios und 5 Programme der SRG) werden von Swissmediacast auf DAB+ verbreitet: Radio 24, Energy Zürich, Energy Bern, Energy Basel, Radio Central, Radio Neo1, Radio RaBe, Radio Rete Tre, Radio Rockit, Radio Pilatus, Radio FM1, Radio Maria, LifeChannel, Thaalam Radio, Radio Top Two, Swiss Classic, Vintage Radio, Radio Central 2, Radio Grischa, Radio Gloria, Radio Eviva, Radio Top, Radio Basilisk, Energy Luzern, Radio BeO, Radio Argovia, Radio RRO, Virgin Radio Switzerland, Klassik Radio; RRO Müsig Pur, 20Minuten Radio, RRO Swiss Melody, Radio Zürisee, Radio32, Radio Freundesdienst, Canal3, Radio Bern1, Radio Melody, Option Musique, Radio FreiburgFr, Radio Sunshine, Radio FCSG, Radio Neo1, Radio Munot.